# Emmanuel Joseph Sieyès

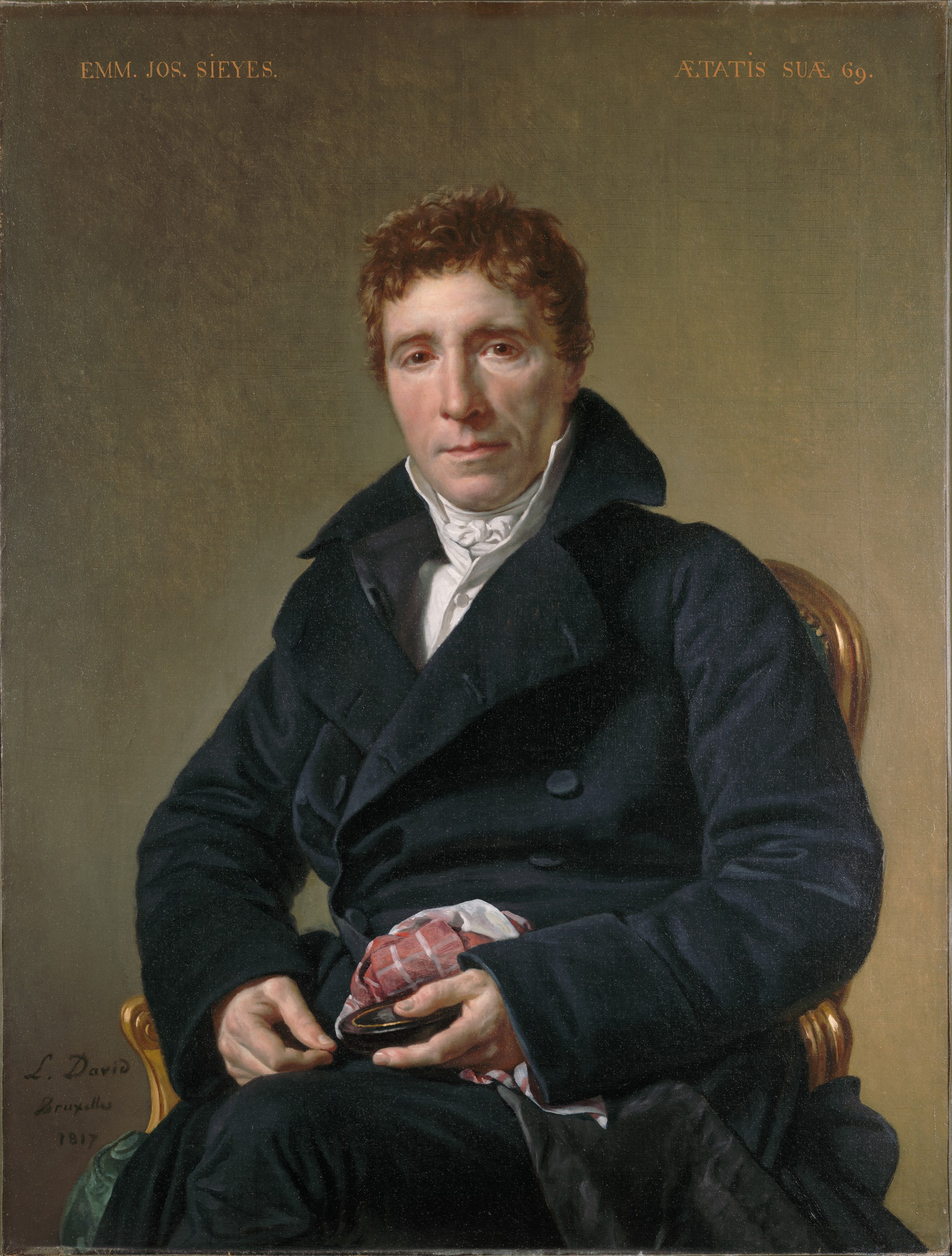
Emmanuel Joseph Sieyès door Jacques-Louis David (1817)

Emmanuel Joseph Sieyès of Sieyes (Fréjus, 3 mei 1748 – Parijs, 20 juni 1836), ook bekend als abbé Sieyès, was een Franse abbé, politicus, grondwetspecialist en revolutionair. Hij was een sleutelfiguur uit de Franse Revolutie. Zijn pamflet uit januari 1789: Qu'est-ce que le tiers état? (Wat is de derde stand?) maakte hem op slag beroemd. Hij was de eerste die het woord sociologie gebruikte, en was de stichter van de club van jacobijnen. Als rationalist stond hij aan de wieg van de instelling van de Franse départementen. Hij wees Georges Danton en de graaf de Mirabeau de weg. Van hem is de uitspraak: Principes zijn voor schoolmeesters, belangen voor staatslieden.

## Biografie
Sieyès was de zoon van een eenvoudige post- en belastingbeambte. Hij wilde aanvankelijk bij het leger, maar kreeg een opleiding aan het priesterseminarie St. Sulpice in Parijs. Hij werd gegrepen door de theorieën van Adam Smith, John Locke, Charles Bonnet en Étienne Bonnot de Condillac, en verwaarloosde meer en meer zijn theologische studie. Niettemin werd hij in 1773 tot priester gewijd. Vanaf 1780 was Sieyès vicaris-generaal van de bisschop van Chartres, maar bleek hij alras meer geïnteresseerd in een politieke carrière. In 1787 werd hij benoemd als afgevaardigde van zijn onbeduidende diocees. Hij reisde met zijn bisschop Jean-Baptiste-Joseph de Lubersac naar Rotterdam, waar zij in september 1787 Jacques Pierre Brissot ontmoetten. Alle drie de mannen kwamen naar de Republiek om van de Patriotten en hun opstand tegen stadhouder Willem V te leren. Terug in Parijs kwam hij in aanraking met de vrijmetselarij in de Parijse salons. In plaats van naar Amerika te emigreren  begon hij te publiceren. Zijn eerste twee publicaties vielen nauwelijks op.

### Staten-Generaal

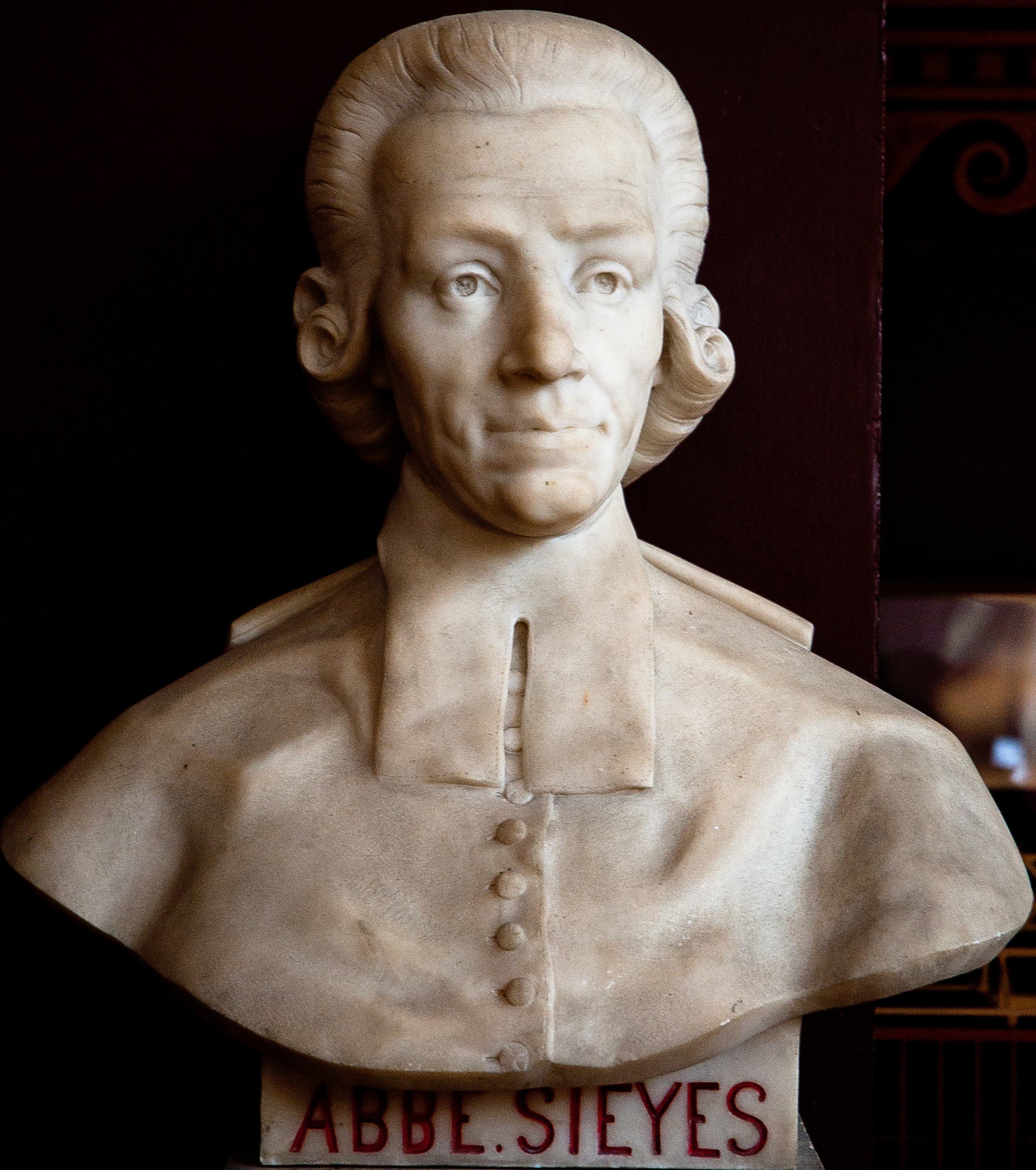
Emmanuel-Joseph Sieyès

Sieyès werd een van de twintig afgevaardigden voor de derde stand van Parijs naar de Staten-Generaal in Versailles, die in 1789 door de koning voor het eerst sinds 1614 bijeengeroepen vanwege een dreigend staatsbankroet. In januari 1789, enkele maanden voor de opening van de Staten-Generaal, publiceerde Sieyès het pamflet Qu'est-ce que le tiers état?. De derde stand had weinig invloed op het bestuur en beleid. Sieyès was sterk gekant tegen de standenmaatschappij en de voorrechten van de eerste en de tweede stand, die zijns inziens parasitair waren. De derde stand omvatte destijds ruim 25 miljoen Fransen, de clerus 130.000 en de adel 110.000.
Mogelijk was hij beïnvloed door Nicolas Chamfort bij het schrijven van zijn pamflet over de derde stand. Het was zeer zelfbewust en enigszins dreigend: Alles wat niet tot de derde stand behoort, kan men niet als deel van de natie beschouwen. Zo'n klasse stond door haar ledigheid volledig buiten de natie. Bij het lezen van de openingszinnen moet menig Frans burger hebben gedacht dat hier een vuist werd gebald onder de adellijke neuzen.
De eerste eis van de derde stand moest volgens Jacques Necker zijn dat het aantal vertegenwoordigers van de derde stand gelijk zou zijn aan dat van de twee anderen samen. Zolang er echter per stand werd gestemd en de standen in afzonderlijke zittingen vergaderden, was de meerderheid van de leden van de derde stand van weinig betekenis: ze zouden immers toch altijd door de andere twee standen overstemd worden wanneer belangrijke besluiten moesten worden genomen die het belang van de geprivilegieerde standen konden aantasten. De eisen van een gezamenlijke vergadering én van een hoofdelijke stemming, o.a. door Sieyès geformuleerd, werden dus inzet van de volgende krachtmeting tussen de standen.
De stemming in de vergadering veranderde langzaam in hun voordeel door toeloop van progressieve geestelijke en adel. Op 17 juni werd op zijn voorstel beslist de naam Staten-Generaal te vervangen door Assemblée Nationale. De vergadering eigende zich het recht toe over belastingzaken te beslissen, dit alles zonder toestemming van de koning.

### Nationale Assemblée

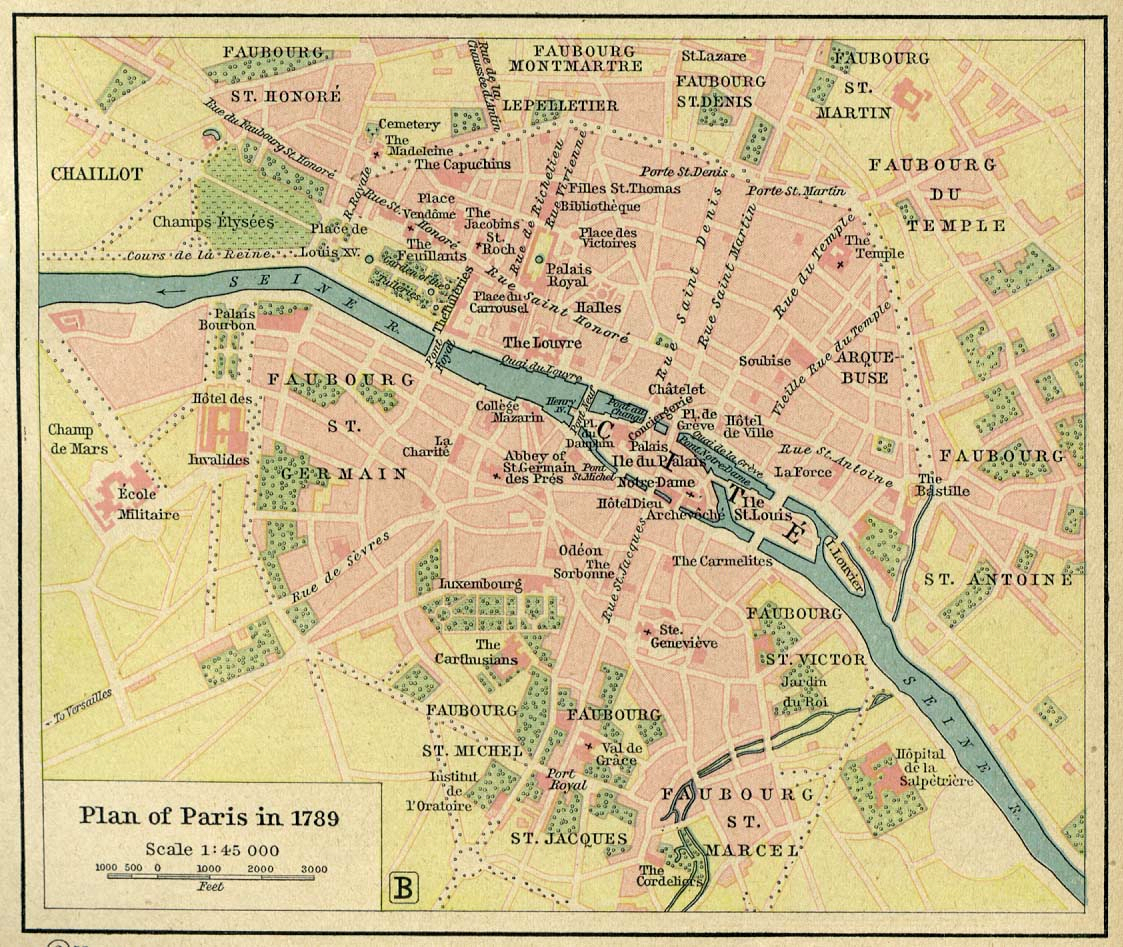
Kaart van Parijs, die de situatie rond 1789 illustreert

Op 6 juli 1789 richtte de Nationale Assemblée een grondwetscommissie op, waarin Sieyès een van de acht leden werd. Drie dagen later verklaarde de assemblee zich tot Nationale Grondwetgevende Vergadering, 96% van de natie representerend. Hij publiceerde die maand de Préliminaire à la Constitution, een geschrift waarin hij zijn visie uiteenzette op de grondrechtenverklaring die men wilde opstellen. Hij pleitte voor een onderscheid op grond van rijkdom tussen de passieve burgers, die enkel bescherming en veiligheid zouden genieten, en de actieve burgers, voor wie ook politieke rechten waren weggelegd. Hoewel dit onderscheid op 26 augustus niet werd opgenomen in de Verklaring van de rechten van de mens en de burger, werd het later dat jaar wel de basis voor het kiesstelsel.
Sieyès schaarde zich bij de constitutionelen onder de Markies de la Fayette. Met Talleyrand en de Markies de Mirabeau organiseerde hij de club der Jacobijnen. De liberaal-burgerlijke visie van Sieyès was van grote invloed op de grondwet van 1791. Toch haalde hij bij het redactiewerk lang niet elk discussiepunt binnen. Hij moest de afschaffing van de tienden aanvaarden en ook het zonder vergoeding nationaliseren van de kerkelijke bezittingen, al wist hij daar te bekomen dat de staat de salarissen van de priesters en het onderhoud van de scholen en ziekenhuizen op zich nam. Hij verklaarde zich tegen een vetorecht voor de koning, maar werd overgehaald zijn standpunt op te geven.
In april 1790 kwam hij in aanvaring met de in Frankrijk verblijvende Engelse revolutionair Tom Paine, die een manifest had laten verschijnen. In juni 1790 werd Sieyès president van de Nationale Vergadering. Er viel een besluit om ook buitenlanders in de verbroedering op te nemen en Turken, Polen en Mesopotamiërs mochten de zitting bijwonen. Alle adellijke titels, wapenen en livreien werden afgeschaft. Kleurlingen werden buitengesloten.
In 1792 werd hij tot lid van de Nationale Conventie gekozen. Op 22 september werd de Eerste Franse Republiek uitgeroepen en de monarchie afgeschaft. Sieyès stemde op 19 januari 1793 tegen uitstel van de terechtstelling van Lodewijk XVI ("La mort, sans phrases"). De koning bereidde zich vervolgens samen met een abt voor op zijn dood.

### Directoire
Na de Thermidoriaanse Reactie die Robespierre ten val bracht, verscheen Sieyès weer op het politieke voorplan. Op 5 maart 1795 werd hij lid van het Comité de salut public. Hij hield zich in het bijzonder bezig met het buitenlands beleid. Op 21 maart 1795 werd op initiatief van Sieyès een strafwet aanvaard die de doodstraf instelde voor hen die de Conventie in overleg met opstandige bedoelingen zouden aanvallen.
In mei 1795 werd hij samen met Jean-François Reubell naar Den Haag gestuurd om te onderhandelen over de grenzen van de Bataafse Republiek. Pieter Paulus kreeg een brief uit Parijs, waarin Sieyès werd omschreven als een sluwe vos. Na een week onderhandelen verklaarden de diplomaten van de beide landen dat zij elkaars soevereiniteit zouden respecteren, maar de Bataafse Republiek werd in het Verdrag van Den Haag gedwongen 100 miljoen gulden schadevergoeding te betalen voor hun bevrijding, een bezettingsleger van 25.000 man te onderhouden en een lening aan de Fransen te verstrekken. Maastricht, Venlo en Zeeuws-Vlaanderen werden Frans gebied. De haven van Vlissingen moest worden opengesteld voor Franse schepen. Dit verdrag was een zware prijs voor de bevrijding van het land en lokte veel protest uit, maar het was onvermijdelijk.

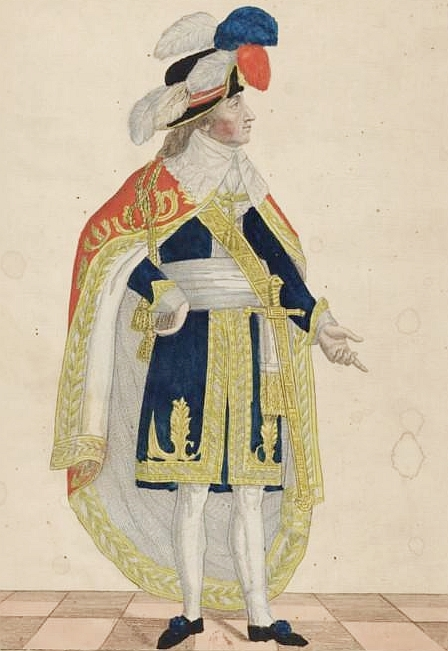
Siéyès in het kostuum van directeur (1799)

Op 28 oktober 1795 werd Sieyès verkozen in het vijfkoppige Directoire, maar hij aanvaardde zijn benoeming niet. Zijn plaats werd ingenomen door Lazare Carnot. In augustus 1796 sprak hij zich uit voor de doodstraf van Gracchus Babeuf. Op 29 november 1797 deed hij een voorstel tot verbanning van alle aristocraten. Zijn voorstel werd niet aanvaard, maar hij bereikte wel dat de aristocraten de status van buitenlander kregen.

### Greep naar de macht tussen Directoire en Consulaat
In mei 1799 kwam Sieyès, die als onderhandelaar in Berlijn tevergeefs geprobeerd had Pruisen, dat zich niet aangesloten had bij de Tweede Coalitieoorlog, over te halen tot het sluiten van een bondgenootschap, naar Parijs. Hij wilde een uitbreiding van de bevoegdheden van het Directoire en zocht contact met Joubert, maar die stierf enkele dagen later op het slagveld. Hij trad toe tot het Directoire in opvolging van Reubell, maar hij beschouwde de grondwet van het Directoire als niet-duurzaam en hij minachtte Paul Barras. Daarom plande hij mee de staatsgreep van 30 prairial die La Révellière-Lépeaux en Merlin de Douai uit het Directoire verwijderde. Sieyès was nu de nieuwe sterke man. Hij werd mee de instigator van de coup d'état van 18 Brumaire, welke Napoleon Bonaparte aan de macht bracht.
Samen met Ducos en Bonaparte vormden Sieyès een voorlopig Consulaat. Voor zichzelf had hij een presidentiële functie in gedachten, maar Napoleon maakte duidelijk dat hij uit was op macht en niet wilde dienen als werktuig in de gehele operatie. Sieyès gaf toe na bemiddeling door Talleyrand. De grondwet van het jaar VIII, die het Consulaat instelde, vond hij een slecht compromis en hij had dan ook geen zitting als consul. Hij kreeg het voorzitterschap van de Sénat conservateur, tot de grondwet van het jaar X daar begin 1800 een einde aan maakte.
In 1803 werd Sieyès verkozen tot lid van de Académie française. Hij werd verbannen in 1815 tijdens de Restauratie en verloor daarbij zijn zetel in de Academie. Hij woonde in Brussel en keerde pas in 1830 terug, na de Julirevolutie. Hij overleed in 1836 te Parijs op 88-jarige leeftijd.

## Publicaties
- Essai sur les privilèges, 1788
- Qu'est-ce que le tiers état?, 1789
- Vues sur les moyens d'exécution dont les représentants de la France pourront disposer en 1789, 1789
- Préliminaire de la Constitution françoise. Reconnoissance et exposition raisonnée des droits de l'homme & du citoyen, 1789
- Dire de l'abbé Sieyès, sur la question du Veto royal, à la séance du 7 septembre 1789, 1789

## Uitgaven
- Des manuscrits de Sieyès, 2 dln., 1999-2007
- Michael Sonenscher, Sieyès. Political Writings, Including the Debate Between Sieyes and Tom Paine in 1791, 2003. ISBN 1603840060